# مختبر إيه سي ميلان
| مختبر إيه سي ميلان                                                       | مختبر إيه سي ميلان |
| ------------------------------------------------------------------------ | ------------------ |
| Milan Lab                                                                |                    |
| معلومات عن الختبر                                                        |                    |
| الافتتاح : يوليو 2002 المالك : نادي إيه سي ميلان صفحة المختبر :          |                    |
| أبرز الشراكات                                                            |                    |
| * مركز senseable في بوسطن الأمريكية * إدارة الهندسة الحيوية لجامعة لوفان |                    |

مختبر إيه سي ميلان (بالإنجليزية: Milan Lab)‏ هو مختبر للأبحاث الرياضية  - أنشئه نادي إيه سي ميلان - مجهز بأفضل المعدات التقنية والتكنولوجية حيث يضم أفضل الأجهزة في القياسات البدنية والعضلية للاعبين. تم افتتاح المركز في يوليو 2002 ويقع في الميلانيللو، ويعمل على اعداد اللاعبين من الناحية الجسدية ومن الناحية النفسية أيضا.

## أهدافه
الهدف الكبير من إنشاء المختبر، يتمثل بالمساهمة بقوة في نتائج لفرق كرة القدم بنادي الميلان الإيطالي حيث ان البحوث والدراسات التي تجرى به تطوع تماما لخدمة الفريق سواء في مجال اعداد اللاعبين أو تأهيل المصابين أو منع اصابة اللاعبين،  وفي نفس الوقت فهو يوفر معلومات كاملة للجهاز الفني والإداري في الميلان لكي يساعده على اتخاذ القرارات الخاصة بالفريق واللاعبين مثل عودة اللاعبين من الإصابة وضم اللاعبين الجدد.

## صحة اللاعبين: الميزة الأكثر ثمناً
إنّ الغرض الرئيسي من مختبر ميلان هو حماية اللاعبين، وأن صحة وعافية اللاعبين الميزة الأكثر ثمناً لأي فريق كرة قدم، الفريق الذي يلعب على الملعب بشكل جيد ورائع وخالي من الإصابات العنيفة لابد أن تتوفر لديه هذه الميزة، وألا أصبح لاعبيه مصدر الإصابات.

## الرؤية المنظمة
ينفذ مختبر ميلان عمله بتطوير مفهوم ' الرؤية المنظمة ' في فريق كرة القدم، من مشروع تجاري إلى نادي كرة قدم. بأن يكون هذا المختبر ذو مراكز منفصلة متحدة، وكل واحده منها لها شركاتها وأنضمتها..
وهذا تفكير أقتصادي محنك، فلو كان هذا المختبر متصل في مركز موحد، لَقَلَت الشركات، أما إذا كان منفصل ولكل منظمة على حده كانت لها الشركات متجهة إليها، وهذا ما حدث.

## تقنية المعلومات والشبكات العصبية ضد الإصابات
مختبر ميلان يستعمل تقنيات البرمجيات المتقدمة جدا والإبداعية لتجمّع المعلومات، نظام الذكاء الصناعي ييكون معالج البيانات، يفعل كآلية ذاتية التعليم قادرة على 'التعليم' بمعالجة المعلومات المخزونة في العقل.
إنّ الهدف من هذا أن يقرر العوامل التي تساهم في حدوث أكثر أمور ذات أهمية كـ ' أحداث الخطرة ' للاعبين.
وهذه التنقية لها تخميناتهــا الواقعية على التطورات المستقبلية كـ (الأغمـاء، الذبحة الصدرية، توقف خلايا المخ) حيث أن الاعبين نتأثر بثلاثة أنظمة فرعية رئيسية وهي: النظامـ العقلي، الكيمياوي الحيوي، والهيكلي. هذه الأجهزة تعطينــا معلومات تتعلق بالحالة الجسدية النفسية لكل لاعب مِنــا.
هكذا تجمّع المعلومــات من قبل MilanLab خلال نظام متطور من توزيع أسلاك طور من قبل Unysis ومدعوم من قبل الأجهزة مجهزة من قبل AMD. ثم برمجيات متقدمة طورت من قبل شركاء الحاسوب لــ تحليل المعلومات المكتسبة.

## الشراكات
عقد الMilanlab شراكات مع أغلم مراكز البحوث الدولية المميزة أبرزها مركز senseable في بوسطن الأمريكية، إدارة الهندسة الحيوية لجامعة لوفان في بلجيكا ومركز للبحوث في نظرية المعرفة والتطبيق في جامعة سان رفائيل.

## وصلات خارجية
- الموقع الرسمي